# Pencil2D

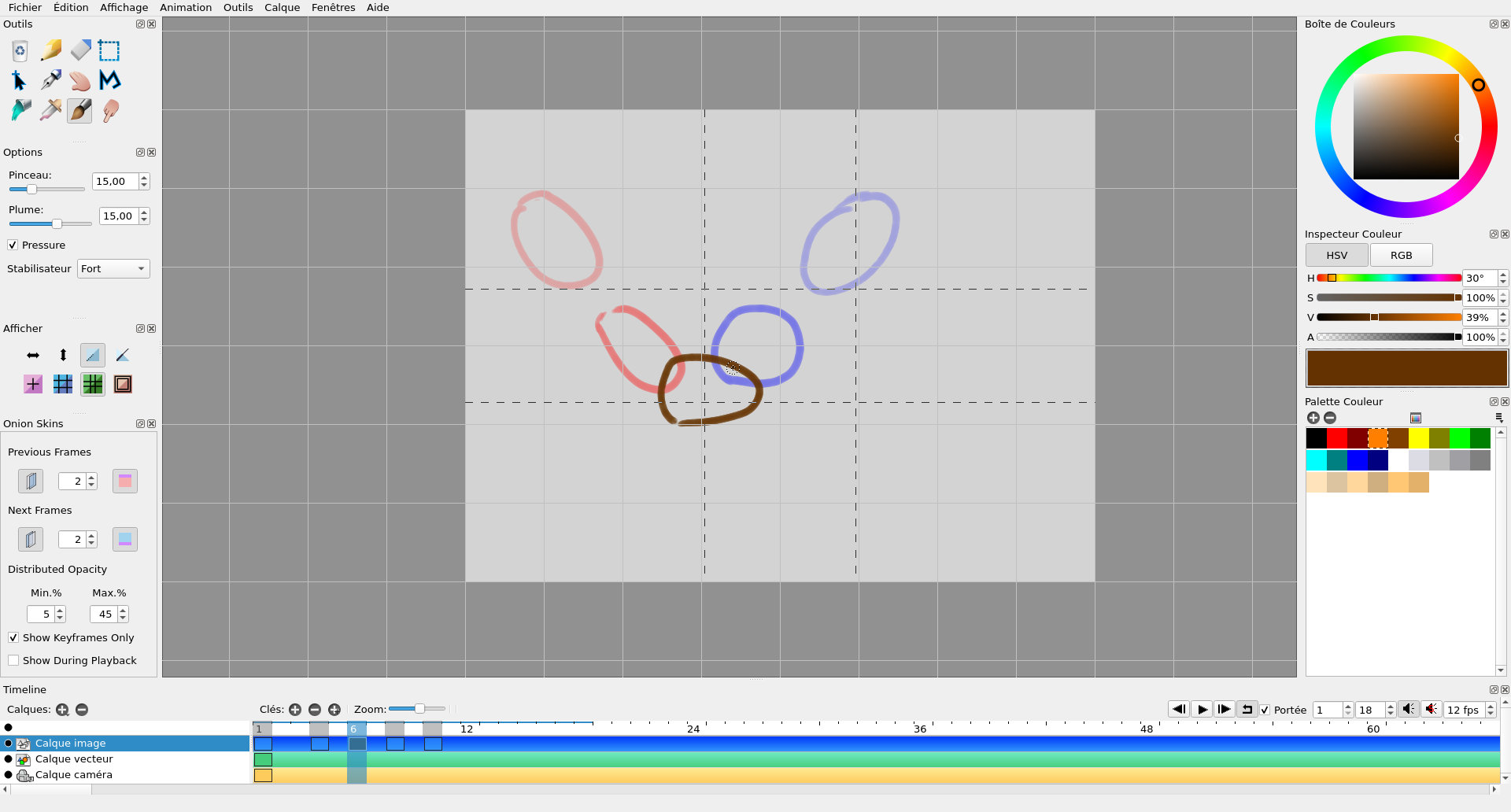

Pencil2D är namnet på en mjukvara med vars hjälp det är möjligt att skapa animerad film, skriven i C++ och Qt. Programmet var från början endast tänkt att användas som stöd för "line test" men har med tiden utvecklats och kan nu hantera både vektorgrafik såväl som pixelgrafik i flera olika oberoende lager. Programmet är ett av mycket få som är fria att använda och utgör på så sätt som en följd av att det är gratis en tillgång för intresserad användare som har animation som hobby.